# Vang Liping (atletinja)
Vang Liping (poenostavljeno kitajsko: 王丽萍; tradicionalno kitajsko: 王麗萍; pinjin: Wáng Lìpíng), kitajska, * 8. julij 1976, Fengčeng, Dandong, Ljudska republika Kitajska.
Nastopila je na poletnih olimpijskih igrah v letih 2000 in 2004, leta 2000 je osvojila naslov olimpijske prvakinje v hitri hoji na 20 km, leta 2004 je bila osma. Na azijskih prvenstvih je leta 1995 osvojila srebrno medaljo v hitri hoji na 10 km.